# Махзен
Махзен (араб. المخزن‎; берберский язык: Lmexzen) — институт управления в Марокко и Тунисе до 1957 года. Термин «Махзен» имеет особую коннотацию в марокканском языке и относится к правящей элите Марокко, центром которой является король. «Махзен» состоит из монархов, знати, землевладельцев, вождей племён, старшего военного персонала, руководителей служб безопасности и других членов исполнительной власти.
Термин «Махзен» используется как определение правительства султана в Марокко и государства с периода династии Саадитов с начала XVI века до колониальной эпохи. Чиновники при королевском дворе были частью «Махзен», как и сторонники трона, такие как знатные люди и вожди племён, и поэтому они получали вознаграждение в виде привилегий и чаевых.
Территории, находящиеся под властью марокканского султана, назывались («Билад аль-Махзен») и наоборот, то есть за пределами тех территорий, которые контролировались мятежными берберскими и арабскими племенами, назывались «Билад ас-Сиба». Некоторые из этих последних областей были вне юрисдикции султана.
Данный термин также широко используется в Марокко как слово, означающее «государство» или «правительство».

## Этимология
Слово «Махзен» (арабский язык: مخزن) буквально означает «склад» на магрибском арабском языке, где царские государственные служащие получали свою заработную плату; но это слово стало в марокканском арабском языке синонимом элиты. Вероятно, это метонимия, связанная с налогами, который «Махзен» собирал; этот термин может также относиться к государству или его субъектам, но его использование становится все более редким и в основном используется старшим поколением.
Слово также было заимствовано в испанском и португальском языках с другим значением, как almacén и armazém (с добавлением определённого арабского артикля), и во французском и итальянском языках как magasin (что означает «магазин») и magazzino. В английский язык он пришёл из среднефранцузского как журнал, первоначально относящийся к складу боеприпасов, а затем к публикациям. Имея значение «магазин», оно также было перенесено с французского на русский язык как Магазин.
В берберской культуре Марокко берберский эквивалент «Махзена» («склад») был бы agadir. Берберские племена также считали agadir (склад урожая и ценностей племени) центром, охраняемым и управляемым посредством правовой системы.

## «Махзен» и государственность Марокко
«Махзен» — очень древнее понятие в Марокко, оно примерно совпадает с представлением о феодальном государстве, существовавшем до французского протектората в Марокко. «Билад аль-Махзен» («земля махзена») обозначал области, находящихся под властью центрального правительства, в то время как те области, которые все ещё находились под властью племён, были известные как «Билад ас-Сиба» («земля раскола»). Юбер Лиоте, который занимал пост генерального резидента Марокко с 1912 по 1925 года в эпоху протектората, был горячим сторонником косвенной колонизации, особенно в бербероязычных районах. Лиоте сохранил роль «Махзена» и даже усилил её, отдав важные роли местной аристократии, таким как Тами аль-Глауи. Местные знатные люди действовали как посредники между населением и французскими властями.

### «Махзен» в период французского протектората (1912—1956)
С момента обретения независимости в 1956 году в Марокко наблюдался удивительный симбиоз между двумя непохожими системами власти. Первая соответствовала современной государственной функции бюрократического и административного управления, в то время как вторая является традиционным и поддерживает первую. Эта родовая система относится к «махзен», которая предшествовала колониальной эпохе и во многих отношениях укрепила процесс государственного строительства в Марокко. Нынешнюю авторитарную государственную систему в Марокко следует понимать в рамках этих специфических отношений, где махзен действует в рамках рациональных механизмов, с целым набором традиционных и племенных обычаев.
«Махзен» как древний режим правления, с установлением французского колониального правления сохранил свою структуру. «Махзен» обладает замечательной преемственностью, поскольку он переработал свою традиционную патримониальную и символическую власть в рамках современных политических институтах Марокко.
До сих пор не существует точного определения «Махзен» (сформулированные либо политиками, либо исследователями). Махзен для большинства марокканцев является аппаратом государственной власти и господства и в то же время системой представительства традиционной королевской власти. «Махзен» — это также система разрешения конфликтов, контролируемая королём, который доминирует во всех сферах политической и общественной жизни страны. Он вызывает страх, трепет и уважение в марокканской политической культуре и относится к патримониальному учреждению, которому удалось адаптироваться к реалиям современной марокканской политики.
На протяжении всей истории Марокко развитие махзена происходило постепенно. Глубоко укоренившись в исламе и опираясь на политическую практику, махзен сумел укрепить свой авторитет в обществе. Махзен относится к учреждению XVI века, где собирались налоги перед отправкой в казну уммы. Однако, его появление как социально-политического института восходит к XII веку, когда султаны Марокко отделились от династии Аббасидов в Багдаде. Махзен тогда использовался для обозначения бюрократического учреждения, а с приходом великих берберских династий (Альморавидов, Альмохадов и Меринидов) он использовался для обозначения всего правительства, включая армию и администрацию. С XII до конца XIX века махзен указывал на правительство в Марокко, сформулированное шерифскими династиями Саадитами и Алауитами, для удовлетворения нужд внутреннего и внешнего правления и, в частности, для объединения большого Марокко по религиозному принципу.
Таким образом, использование слова махзен означало централизованную политическую систему с султаном (позже королём) в центре структуры, состоящую из армии, бюрократии, улемов и различных суфийских лож (завия), которые сыграли важную роль в распространении султанской власти в обществе. Таким образом, на протяжении всего своего развития махзен перешёл от буквального обозначения казны правительства к социально-политической интерпретации как «резервуар власти». Эта власть состоит из политической власти правительства и армии, в дополнение к социальной символической власти, представленной султаном как главой религиозной власти.

### «Махзен» как государственное управление
Монархия в Марокко существует с VIII века. Даже в период 1912—1956 годов, когда страна находилась под французским управлением, протекторат сохранял атрибуты монархии и связанных с ней институтов. Нынешняя правящая династия Алауитов, находится у власти с середины XVII века, когда её основатель, Мулай Рашид ибн Шериф, и особенно его сыновья Мухаммад и Ар-Рашид, сумели объединить страну под одной централизованной властью между 1635 и 1671 годами. Первоначально, власть Алауитов меньше полагалась на мурабитов и завию, которые ранее были инструментами предыдущей династии Саадитов. Власть Алауитов в значительной степени опиралась на военную мощь и шерифский престиж. Алауиты, особенно во время правления Исмаила ибн Шерифа (1672—1727), во многих отношениях создали современные институты махзена.
Султан Исмаил, например, создал новую мощную армию, состоявшую из рабов (известных как «Джейш аль-Абид» — «рабская армия», или «Абид аль-Султан» — «рабы султана»), привезённых из стран Африки к югу от Сахары, уменьшил власть суфийских лож и ввёл систему высоких налогов, составлявшая основную светскую часть власти махзена. В то время как султан Исмаил установил светские основы махзена, его внук Мохаммед III посеял семена духовной легитимности монархии. Мохаммед III бен Абдаллах (1757—1790) восстановил власть Алауитов на новых основаниях, подчеркнув роль монарха как религиозного лидера и децентрализовав правительство, делегировав власть местным вождям.
Эта система правления состояла из двух сфер влияния: «Билад аль-Махзен» (земля управления) и «Билад ас-Сиба» (земля инакомыслия). Первый находился под эффективным контролем шерифского правительства и платил налоги махзену, в то время как «Билад ас-Сиба» признавала духовную легитимность монарха, но была отказывалась платить налоги в казну махзена. Налоги — это то, что отличает эти две сферы, и именно способность махзен взимать налоги фактически устанавливал его временный контроль над этими землями. В этом отношении султан Мохаммед III также продвигал торговлю и обнародовал новую систему налогообложения, которая больше полагалась на таможенные пошлины, а не на прямые индивидуальные налоги.
Мухаммаду III, как амир аль-муминину, султану и шерифу, удалось добиться укрепления легитимности алавитских султанов, основываясь на религиозных символах, силе институтов махзена и хрупком балансе сил между «Билад аль-Махзен» и «Билад ас-Сиба». Это уравнение объясняет стабильность марокканской монархии на протяжении большей части XVIII и XIX веков, поскольку династическая борьба и местные восстания становились все более редкими. Эта стабильность была нарушена во время французского протектората (1912—1956), в период которого колониальная администрация урезала большую часть административных полномочий султана и заменило его традиционное управление современными бюрократическими и технократическими структурами. Однако султан сохранил свою духовную власть в качестве последнего арбитра в вопросах исламской справедливости и вакфа.
Французский протекторат по иронии судьбы укрепил власть махзена, распространив власть султана на внутренние районы «Билад ас-Сиба», ранее находившиеся вне административного контроля монархии.

### «Махзен» с периода обретения независимости Марокко
После обретения независимости в 1956 году Мухаммед V был, по большому счёту, религиозным лидером и, как и Мохаммед III, он продвигал положение монарха как религиозного лидера, защищавшего религиозные ценности страны. После смерти Мухаммеда V в 1961 году на трон вступил его сын Хасан II. В течение следующих 38 лет страна жила сравнительно стабильно по сравнению со своими соседями. Отношения между монархией, правительством и народом были по-прежнему стабильны. Но эта стабильность во многом была обусловлена личными навыками Хасана II, формой авторитарного плюрализма, «хасанской демократией» и возрождением исторического и символического авторитета махзена. Помимо религиозных и символических факторов, монархия в Марокко также использовала внешние факторы для обеспечения массовой поддержки и легитимности правящей династии.
Марокканские султаны/короли как главы уммы всегда были ядром власти махзен. Внутренне махзен состоит из двух основных групп: королевских придворных служб, непосредственно подчинённых королю и связанных с его различными королевскими владениями и дворцами, обычно называемыми «машур», и второй группы персонала, представляющей собой правительство, которому поручено выполнение государственных услуг и облегчение административной функции махзена. Обе группы действуют в полном подчинении монарху и не обладают какими-либо автономными полномочиями. В сельской местности махзен представлен местной администрацией, возглавляемой различными «каулами», которые были призваны к службе для расширения королевского суверенитета на отдалённых племенных землях. Саиды, однако, являются авторитетными представителями местных племён и/или регионов, которые владеют обширными землями и объединились с махзен для защиты своих территориальных и экономических интересов. Каидам помогают «шейхи» и «мукаддимин», задача которых состоит в том, чтобы служить в полном распоряжении каидов. В городских центрах махзену помогают паши и «мухтассиб», муниципальный служащий, отвечающий за надзор за моральным поведением и рынками.
Наконец, на землях, ранее не находившихся под опекой султана («Билад ас-Сиба»), власть принадлежала традиционным «джмаа» (собрание местной знати; сельский совет), которые управляли автономными племенами и не находились в прямом подчинении султана, поскольку они не облагались правительственными налогами, но определённо находились под его властью.